# Bayerischer Platz (tunnelbanestation)
Bayerischer Platz  på Bayerischer Platz i stadsdelen Schöneberg är en tunnelbanestation i Berlins tunnelbana på linjerna U4 och U7. Den ursprungliga stationsbyggnaden stod färdig 1910. Under andra världskriget förstördes den i samband med bombningarna av Berlin och en modern variant byggdes efter kriget som stod klar 1971 i samband med att stationen även började trafikeras av U7. Byggnaden gick i de bayerska färgerna vitt och blått. 2013 byggdes stationens entréhall om och Rümmlers ursprungliga fasadutformning med vit mosaik gick förlorad och ersattes av en ny fasad. Även originalskyltarna förstördes i samband med ombyggnationen. Ovanpå byggdes ett café. Nya entréhallen invigdes 2014.
Stationens äldsta del från 1910 byggdes som en del i Schönebergs tunnelbana mellan Nollendorfplatz och Innsbrucker Platz. 1968-1970 byggdes den nya stationsdelen för dagens linje U7. Stationen ritades av Rainer G. Rümmler. U7:ans stationsdel liknar i sin arkitektur stationen Eisenacher Strasse på samma linje. 

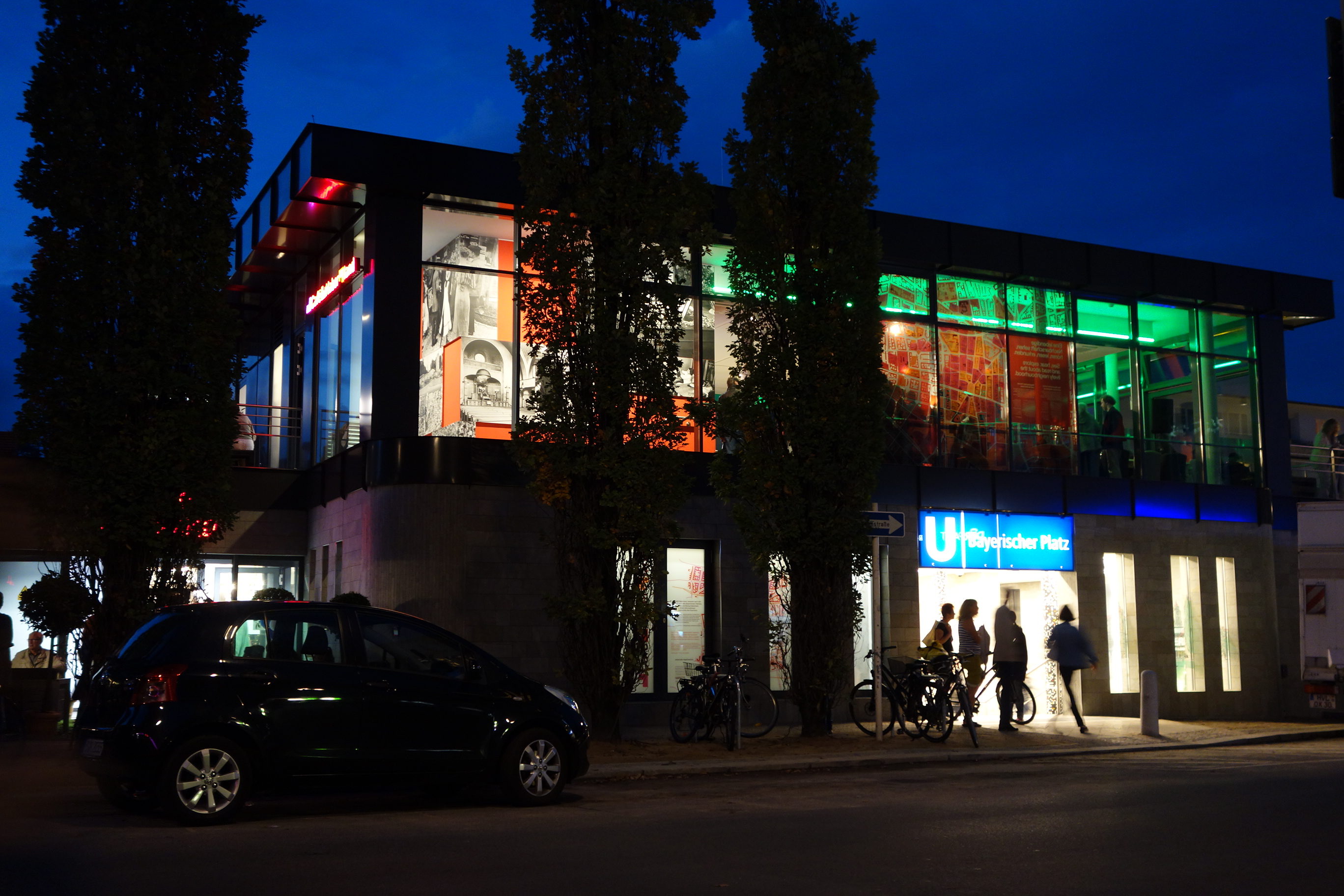
Entréhallen från 2014
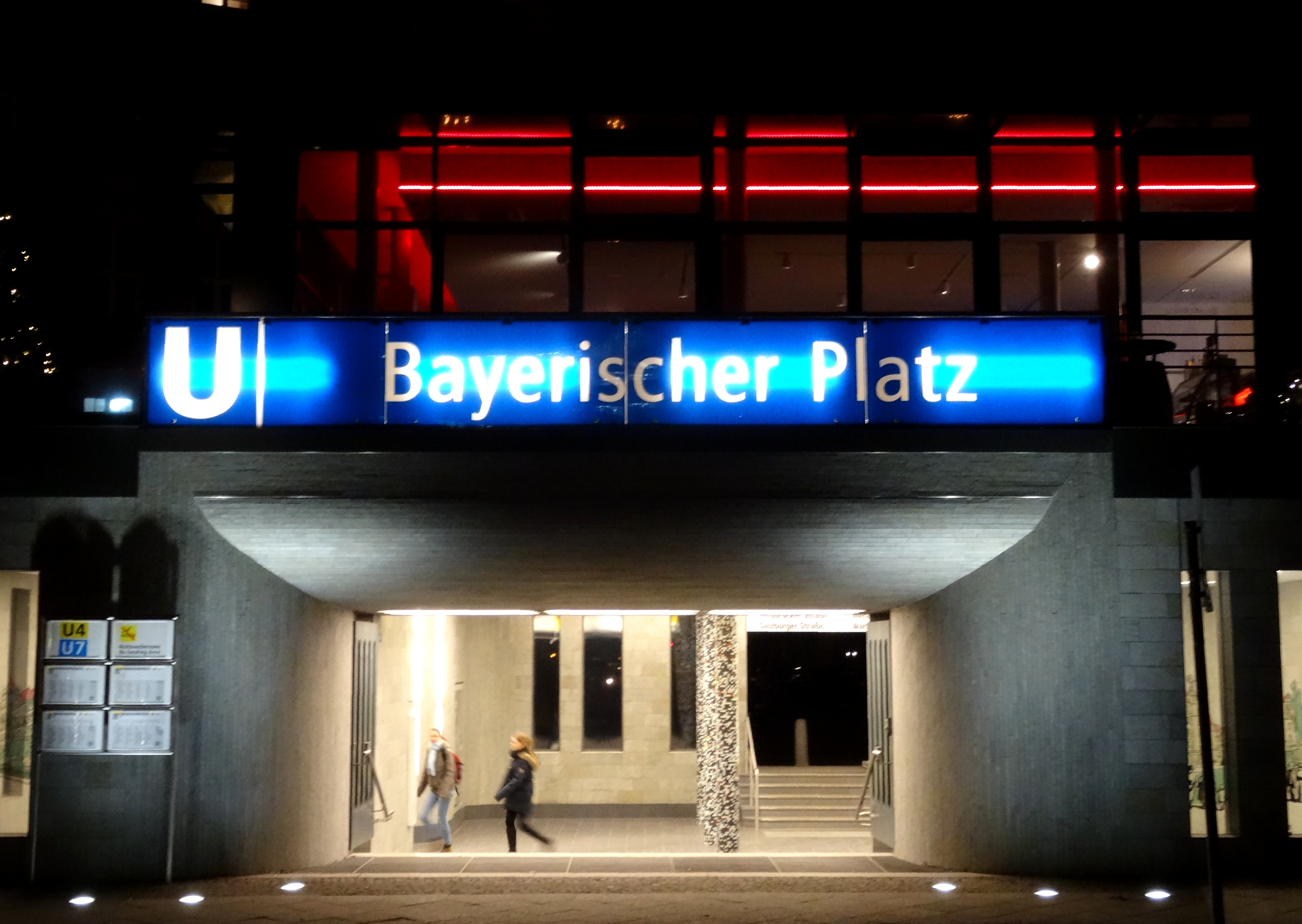
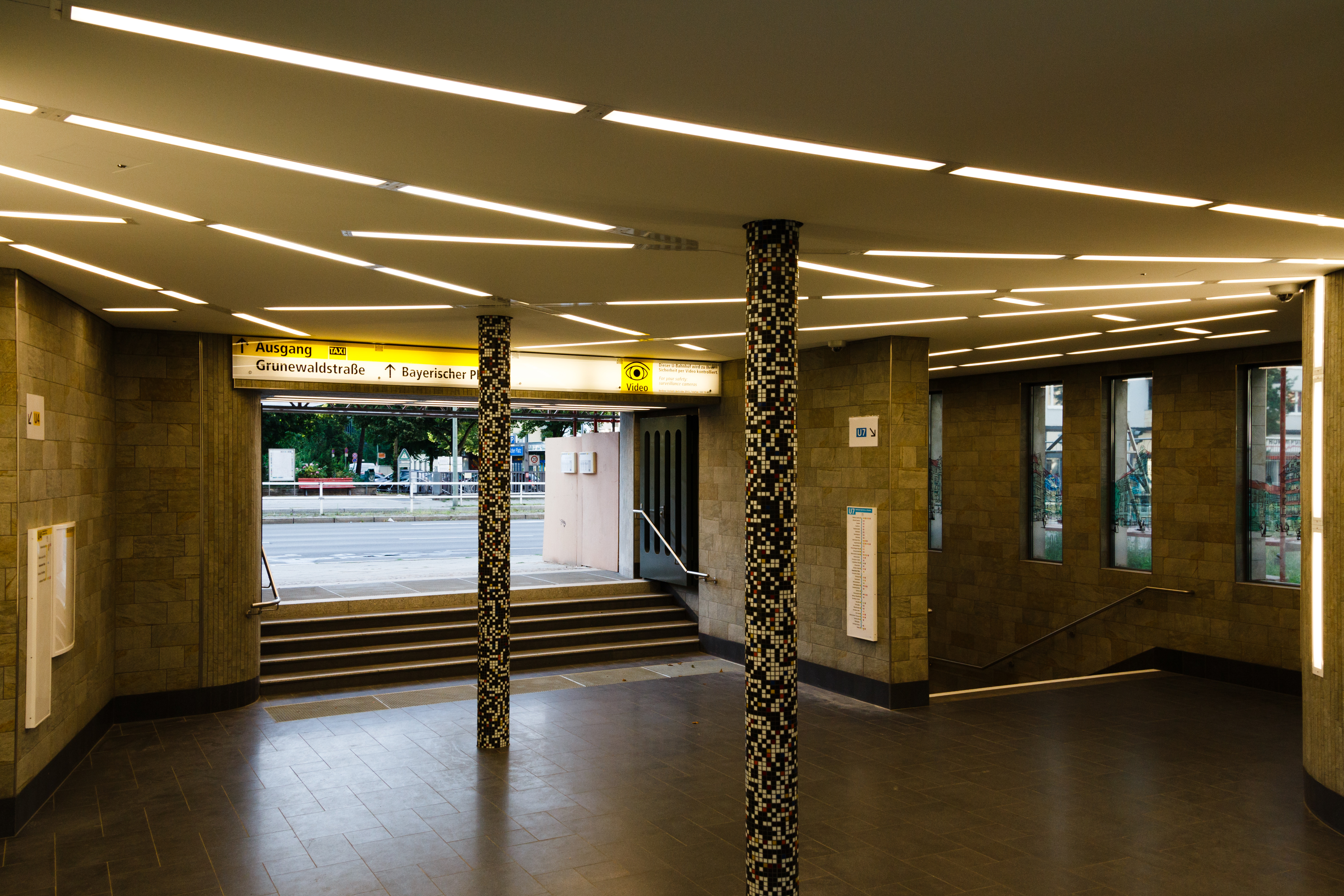
Insidan av entréhallen
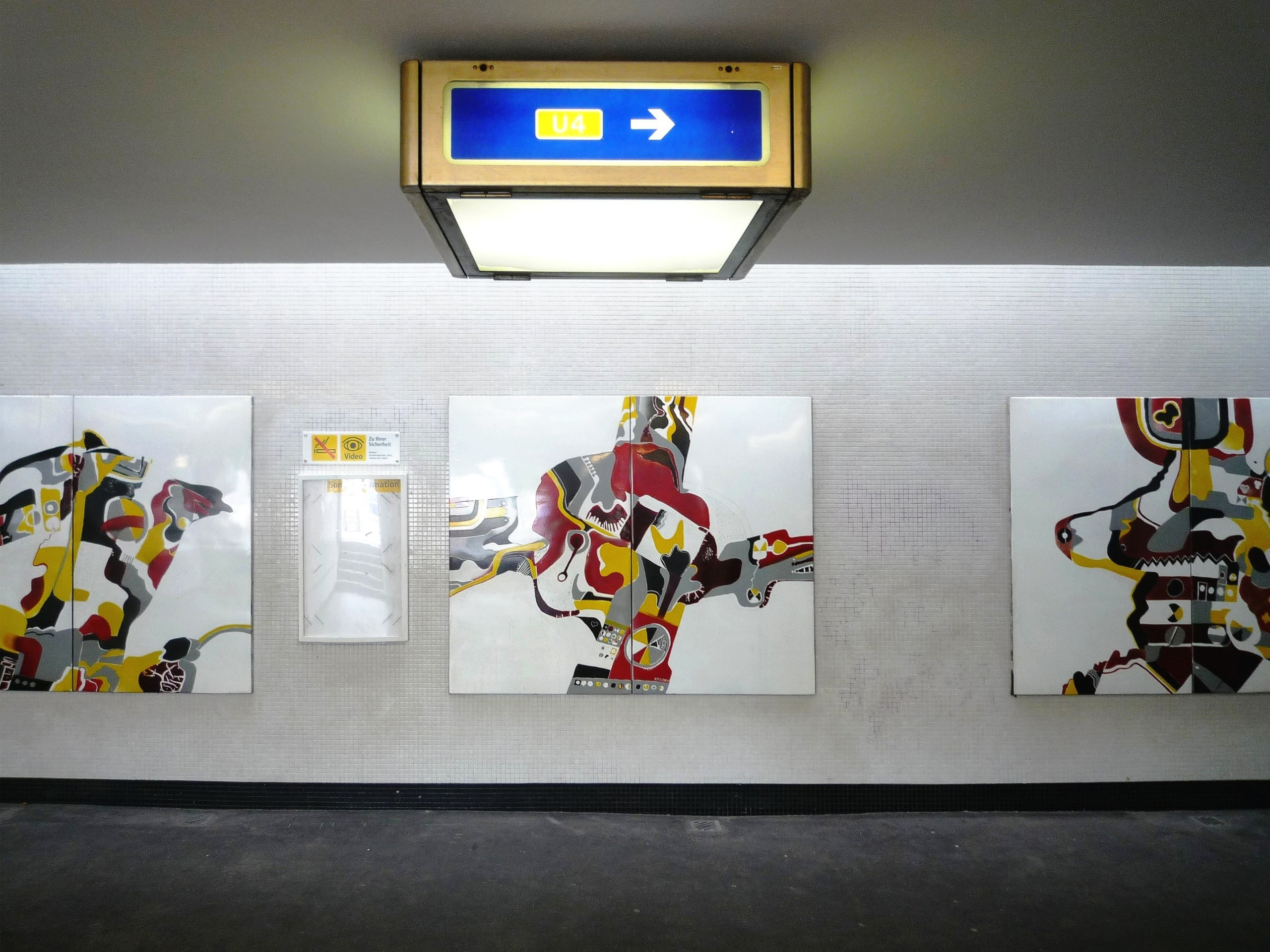
Interiör
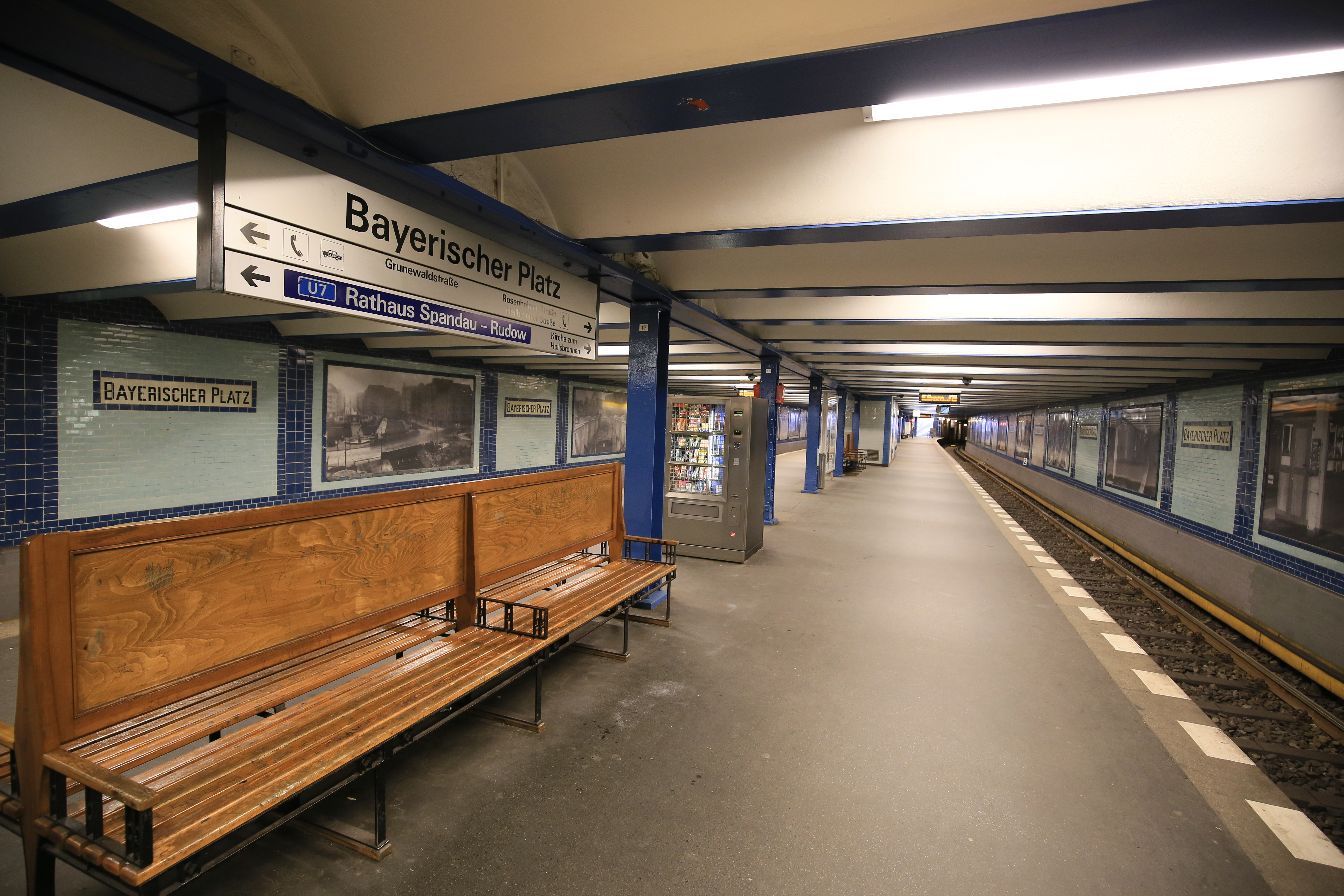
U4:s perrong
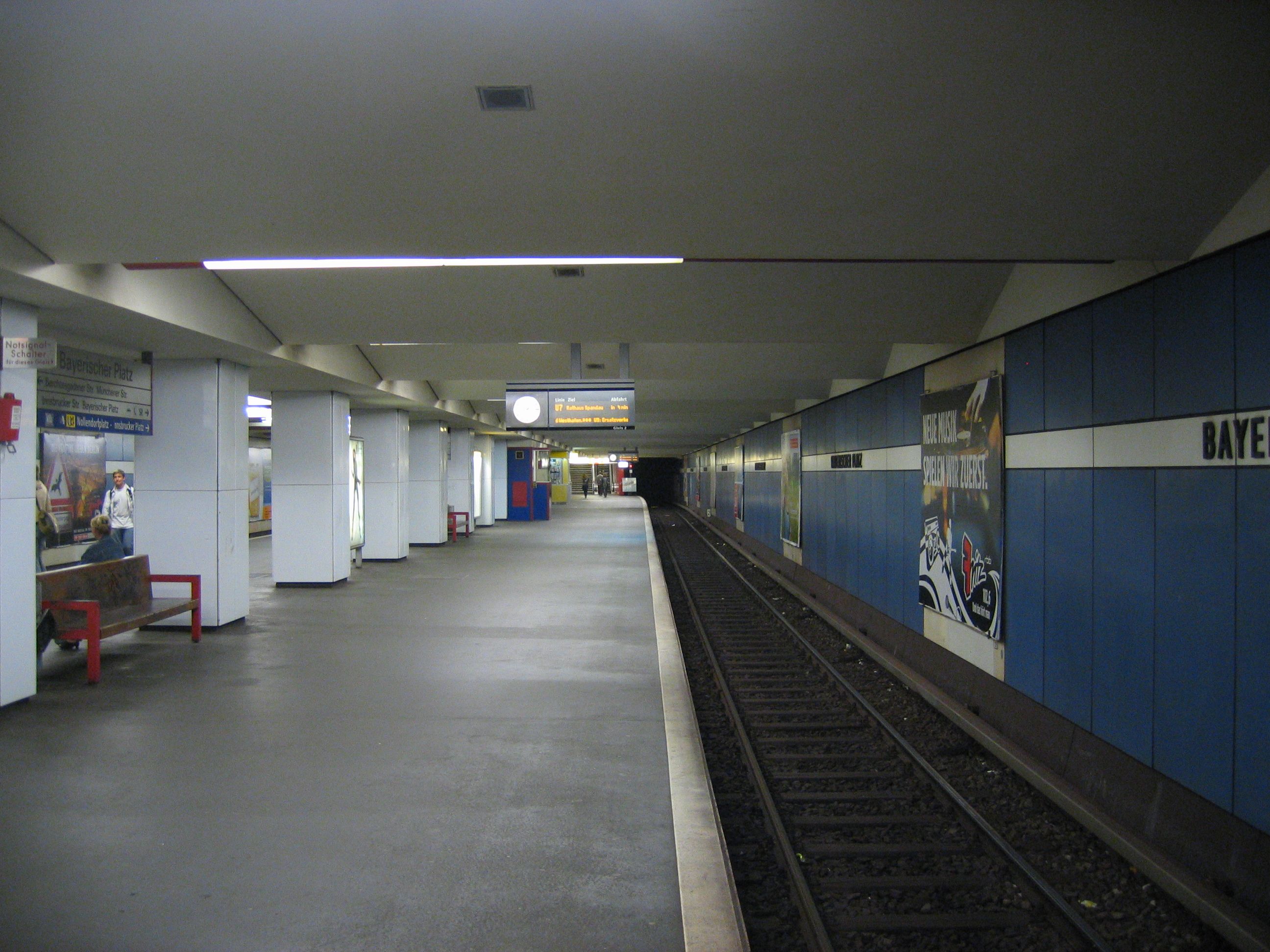
U7:s perrong
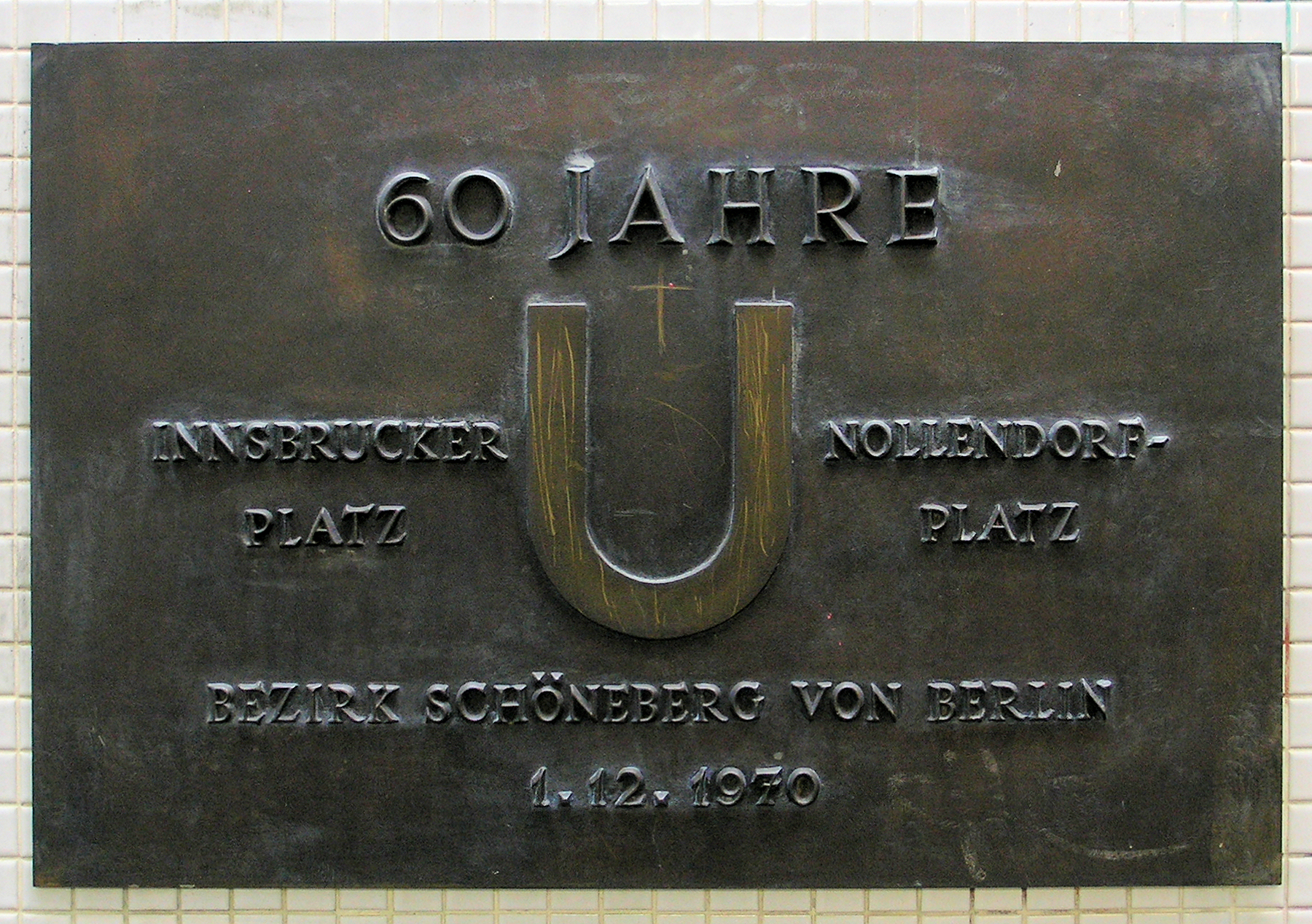
60 Jahre U-Bahnhof Bayerischer Platz
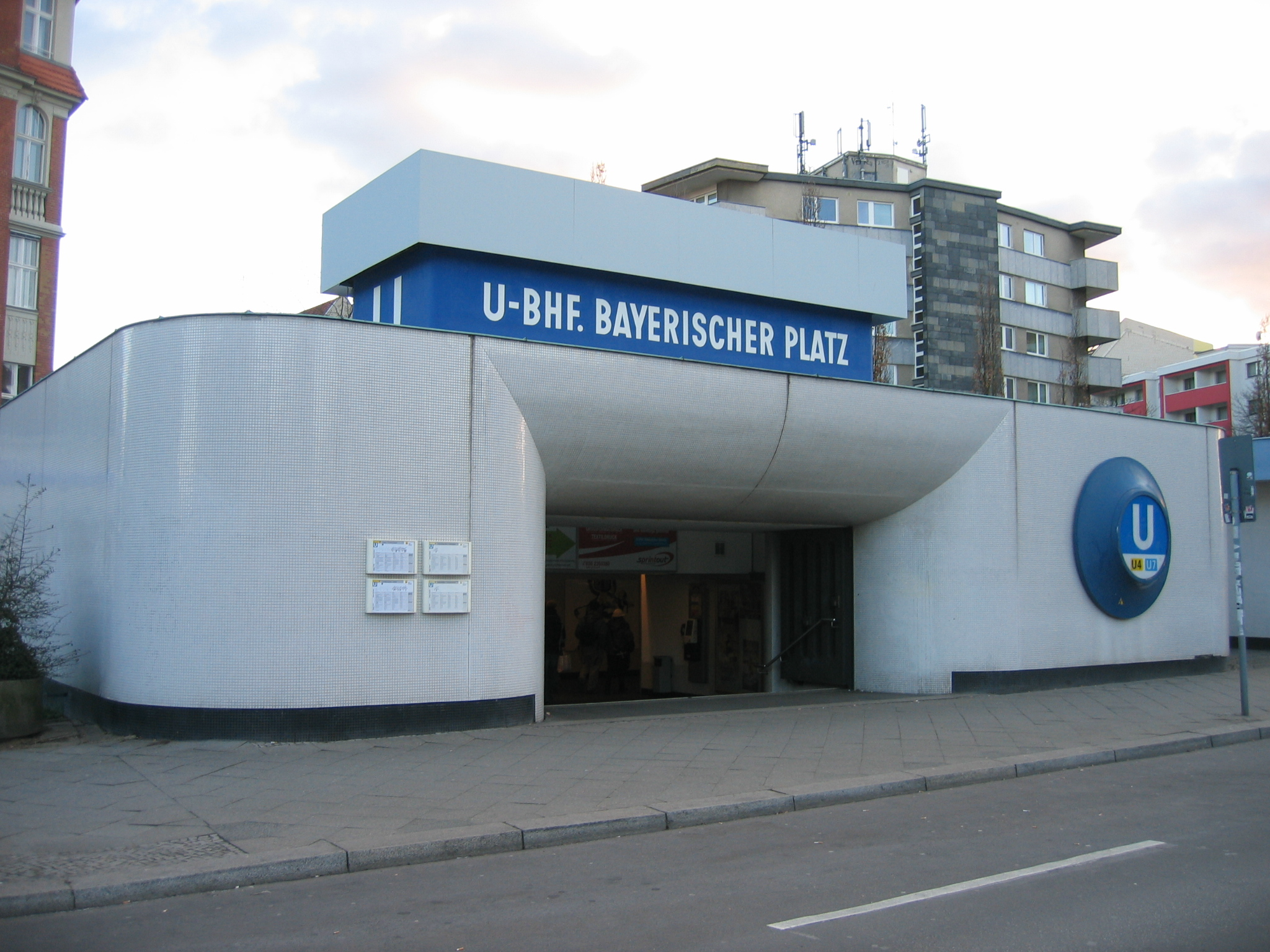
Entréhallen innan 2013